# Encocado
El encocado es un plato típico de la provincia ecuatoriana de Esmeraldas y uno de los platos típicos más reconocidos de la  gastronomía de Ecuador. Su nombre deriva del uso del coco como su ingrediente principal. Suele prepararse combinando mariscos como concha, camarón, cangrejo y pescado a la vez; otra de las variedades puede ser con pollo y carne de monte como guanta, venado, guacharaca o tatabra y sazonado con ajo, cebolla, chillangua y chirarán (hierbas aromáticas de la región). Este plato suele servirse acompañado con arroz y patacones o con plátano maduro, algunas personas le aumentan chifle.

## Origen
El origen de este popular plato se remonta a las recetas traídas desde África en la época colonial por los africanos que se asentaron en las costas de Esmeraldas. La base de esta gastronomía son los mariscos que se encuentran principalmente en la región costa del país, como en bosques, manglares y playas, donde se obtiene una variedad de productos del mar y la tierra como el banano, el coco y el camarón que se conjuga con las tradiciones culinarias para crear la más diversa gastronomía.

## Preparación
El encocado se prepara, sobre todo, con corvina, pero se puede preparar con otros tipos de pescados de preferencia. Lo primero es limpiar bien al pescado con limón y dejarlo reposar por una hora en el zumo del jugo de limón.  El siguiente paso es realizar el refrito con los aliños. 
Al coco hay que rallarlo, luego se lo exprime y se saca la primera leche añadiéndole media taza de agua. Esta leche se pone en un recipiente, luego al afrecho se le agrega una taza de agua y se licúa para sacar la segunda leche, entre los secretos de elaboración de este plato es licuar parte de la pulpa del coco con el agua que se extrae del mismo, y esta sería la tercera leche que se coloca para la cocción junto con los aliños. Se cocina todo junto a fuego bajo hasta que quede espeso.
Una de las formas de servir es en un plato con arroz ya cocido y sobre este coloque inmediatamente el encocado de pescado. Se puede acompañar este plato con patacones o tostones.

## Consumo
Este platillo no tiene una fecha específica para su elaboración y/o consumo, ya que forma parte de la gastronomía diaria de la costa ecuatoriana.

## Beneficios del coco
Los beneficios principales de este fruto están en su semilla, la cual cuando alcanza su madurez, contiene muchas vitaminas, minerales y nutrientes esenciales para los humanos. A su vez este aporta calcio, magnesio, fósforo, hierro, sodio, selenio, yodo, zinc, flúor, manganeso y otros elementos. El fruto de la palmera cocotera se puede consumir de diferentes maneras y preparaciones, así como su agua que es muy refrescante.